# Terrerola d'Oustalet
La terrerola d'Oustalet (Eremopterix signatus) és una espècie d'ocell de la família dels alàudids (Alaudidae)

## Hàbitat i distribució
Habita deserts pedregosos de Sudan del Sud, sud, centre i est d'Etiòpia, Somàlia i nord de Kenya.